# Il fumo di Birkenau
che io non divenga fumo.

Fumo di Birkenau,

fumo in questo cielo straniero

ma riposare io possa laggiù

nel mio piccolo cimitero. [...]»
(L. Millu)
Il fumo di Birkenau è il primo libro di Liana Millu fu pubblicato nel 1947 (lo stesso anno della pubblicazione di Se questo è un uomo di Primo Levi) poco dopo il suo ritorno dalla prigionia nel campo di concentramento nazista di Auschwitz - Birkenau. 
Il libro racchiude sei storie vere di vita vissuta di sei donne, nel campo di concentramento dov'era Liana durante la Seconda guerra mondiale, la vita quotidiana nel campo e i problemi delle donne.

## Contenuti
La prima storia "Lily Marleen" racconta di una giovane donna ungherese, Lily, che cantava spesso la canzone Lili Marleen. L'amante di una kapo sembra interessarsi a lei, e la gelosia sfocia in un linciaggio per Lily e l'iscrizione nelle liste per i forni crematori.
La seconda storia "Clandestina" tratta di Maria. Lei è incinta, ma riesce a nascondere la sua gravidanza, finché una compagna di baracca la denuncia alla Kapo. Scampata alla morte, nell'ultima notte di Hanukkà, dà alla luce un maschio; le compagne però, sono costrette a lasciare la baracca per l'appello e la giovane ed il suo bambino muoiono dissanguati.
La terza storia "Alta tensione" è quella di Bruna, che vede suo figlio Pinin, nella sezione bambini del lager, ammalarsi e che scopre che sarebbe stato ucciso nella camera a gas. Si gettano insieme in un abbraccio sul reticolato percorso dalla corrente ad alta tensione.
Ne "Il biglietto da cinque rubli", Zinuchka, un'ebrea russa, viene a sapere della morte del marito; conosciuto Ivan, un uomo che somiglia molto a suo marito, decide di aiutarlo nella fuga: scoperta viene picchiata a morte.
La protagonista del quinto racconto è una giovane donna, Charlotte, che per sopravvivere al lager decide di concedersi ai soldati tedeschi, entrando nel "Puffkommando"; nel frattempo la sorella, anch'essa prigioniera nel campo, la disconosce, rifiutando anche il cibo che le viene offerto durante la malattia e muore. Come finisce Charlotte, invece, non si sa.
Ne "L'ardua sentenza" Lise, deportata sposata, osserva due compagne che si concedono ad alcuni uomini in cambio di cibo. Ella è tormentata dalla fame e dal dubbio, ma a fine racconto decide di trovarsi un uomo che l'aiuti a sopravvivere, tradendo così il marito.

## Edizioni
- Liana Millu, Il fumo di Birkenau, Milano, La Prora, 1947.
- Liana Millu, Il fumo di Birkenau, Milano, Arnoldo Mondadori Editore, 1957.
- Liana Millu, Il fumo di Birkenau, Firenze, La Giuntina, 1986. Prefazione di Primo Levi
- Liana Millu, Il fumo di Birkenau, Firenze, La Giuntina, 2008,  p. 165.